# NGC 5829
NGC 5829 (również PGC 53709, UGC 9673 lub HCG 73A) – galaktyka spiralna (Sc), znajdująca się w gwiazdozbiorze Wolarza. Odkrył ją Édouard Jean-Marie Stephan 11 maja 1882 roku. Wraz z widoczną w pobliżu IC 4526 tworzy optyczną parę skatalogowaną jako Arp 42 w Atlasie Osobliwych Galaktyk, galaktyki te znajdują się jednak daleko od siebie i nie są ze sobą fizycznie związane. Obie te galaktyki wchodzą w skład zwartej grupy galaktyk Hickson 73 (HCG 73), NGC 5829 jest jednak galaktyką pierwszego planu (tzn. znajduje się znacznie bliżej Ziemi) i nie jest powiązana fizycznie z resztą grupy.
W galaktyce tej zaobserwowano supernową SN 2008B.